# 면역반응
면역반응(immune response, 免疫反應)은 생물이 외부의 침입자를 막기 위해 일으키는 반응이다. 침입자가 될 수 있는 것에는 바이러스, 세균, 기생충, 진균과 같이 매우 넓은 범위의 미생물이 있으며, 이런 외부 미생물들이 몸에서 제거되지 않으면 숙주 생명체의 건강에 심각한 문제를 일으킬 수 있다. 면역반응은 선천면역과 적응면역의 두 가지로 나눌 수 있으며 둘은 서로 협동하여 병원체를 막는다. 침입자에 대해 가장 먼저 반응하는 선천면역은 어떤 종류의 병원체에도 반응하는 비특이적이고 빠른 면역이다. 선천면역을 구성하는 요소는 피부나 점막 같은 물리적 장벽, 호중구, 대식세포, 단핵구 같은 면역계의 세포들, 사이토카인이나 보체와 같은 수용성 인자가 있다. 반면 적응면역은 특이적인 항원에 의해 활성화되는 면역반응이며, 이로 인해 활성화되는 데에 시간이 오래 걸린다. 적응면역에는 수지상세포, T세포, B세포 같은 세포와 항체(면역글로불린)가 포함된다. 항체는 항원과 직접적으로 상호작용하며 침입자에 대해 강력한 반응을 일으키는 중요한 면역계의 요소이다.
미생물이 가진 특정 항원과 처음 결합하면 병원체를 방어하는 작동 T·B세포가 생산된다. 처음 접촉한 항원에 의해 작동 세포들이 생산되는 과정을 일차 면역반응(primary immune response)이라고 한다. 기억 T세포와 기억 B세포도 이때 생산되어 같은 항원이 들어올 때를 대비한다. 만일 같은 병원체에 다시 노출되었을 경우 첫 노출 때 생산된 기억 세포에 의해 더 빠르고 강한 면역반응인 이차 면역반응(secondary immune response)이 일어난다. 백신은 약화되어 있거나, 이미 죽어 있거나, 혹은 조각난 미생물을 생물 내에 도입하여 일차 면역반응을 일으키는 것이다. 백신을 맞은 이후에 같은 종류의 실제 병원체에 노출되면 우리 몸은 이차 면역반응을 일으켜 병원체에 더 빠르게 대응할 수 있게 된다.

## 선천면역

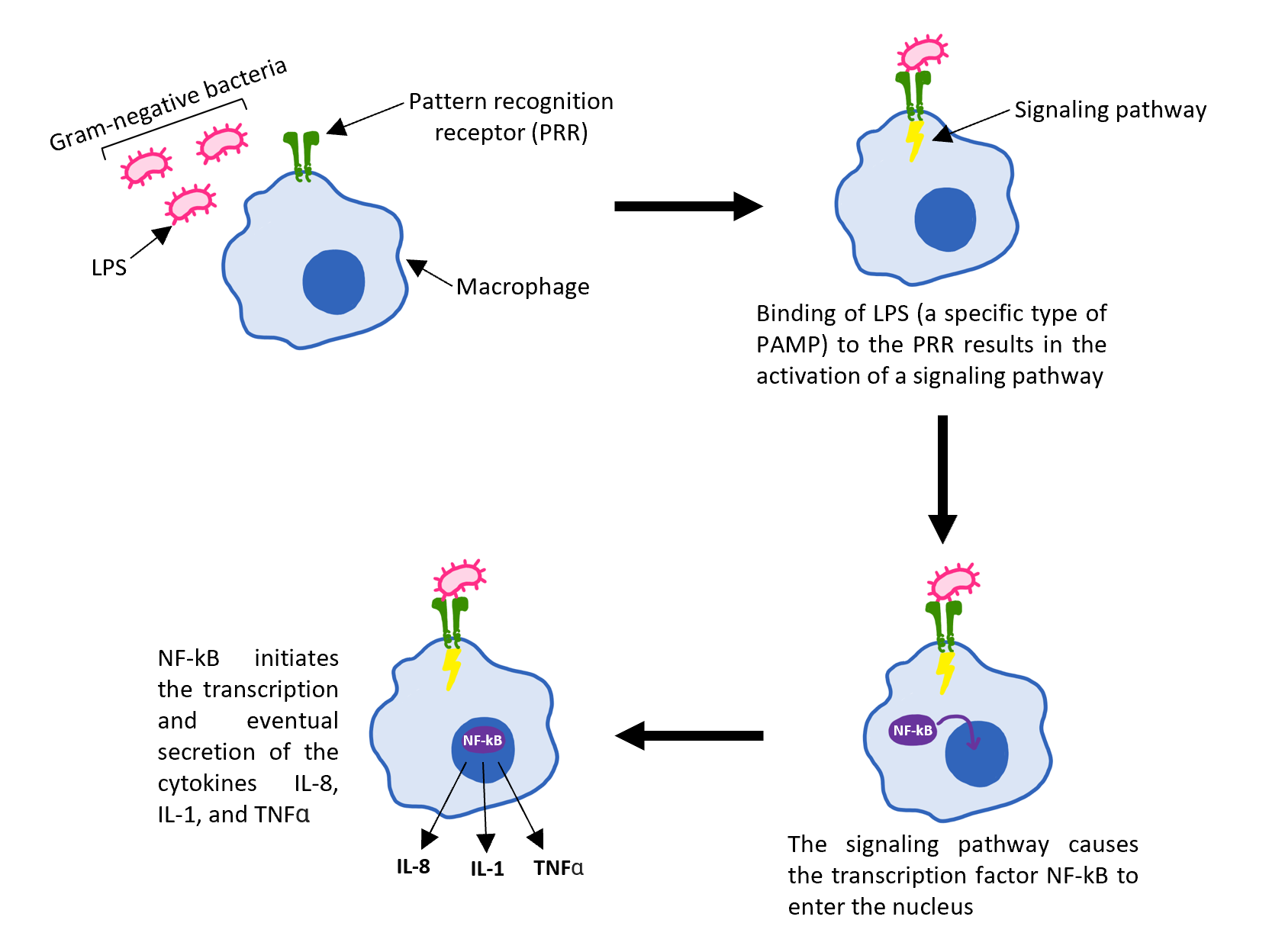
그람 음성균에 대한 선천면역계의 반응

선천면역은 외부 침입자에 대해 처음 일어나는 반응이다. 선천면역 반응은 여러 서로 다른 종 사이에서 진화적으로 보존되어 있으며, 모든 다세포 생물은 어떤 형태로든 선천면역을 가진다. 선천면역계를 구성하는 요소에는 피부나 점막 같은 물리적 장벽, 호중구, 대식세포, 단핵구 같은 면역계의 세포들, 사이토카인이나 보체와 같은 수용성 인자가 있다. 적응면역과 대조적으로 선천면역은 외부 침입자에 대해 특이적이지 않으며 병원체를 빠르게 제거한다.
병원체는 패턴인식수용체(PRR)에 의해 인식되고 감지된다. PRR은 대식세포 등의 표면에 존재하는 구조로 외부 침입자에 결합하여 면역세포의 세포 신호를 시작할 수 있다. PRR은 병원체에 존재하는 병원체연관분자패턴(PAMP)과 결합한다. PAMP의 예시에는 세균 세포벽의 펩티도글리칸이나 지질다당류(LPS)가 있다. 양쪽 모두 세균에 필수적인 요소로 따라서 다수의 세균 종에 진화적으로 보존되어 있다.
외부 병원체가 물리적 장벽을 뚫고 몸 내부로 침입해 올 경우 대식세포의 PRR이 병원체를 인식하여 특정 PAMP에 결합한다. PRR과 PAMP가 결합하면 전사인자인 NF-κB가 대식세포의 핵 내부로 들어가 IL-8, IL-1, TNF-α 같은 사이토카인을 분비할 수 있도록 세포 신호전달 경로를 활성화시킨다. 이런 사이토카인은 호중구가 혈관에서 감염 조직으로 유출되는 데에 필수적이다. 호중구가 감염된 조직 내로 들어가면 식작용을 일으켜 병원체와 미생물을 죽인다.
선천면역계를 구성하는 또 다른 요소인 보체는 세 가지 서로 다른 경로를 통해 활성화된다. 고전경로는 IgG나 IgM이 표적 항원과 결합하여 활성화된다. 대체경로는 바이러스, 진균, 세균, 기생충 등의 표면 물질에 의해 활성화되어, C3에 의해 자가 활성화될 수도 있다. 렉틴경로는 만노스결합렉틴(MBL)이나 피콜린 같은 특정 PRR이 효모, 세균, 기생충, 바이러스 등의 외부에서 들어온 미생물의 표면 PAMP에 결합하면 개시된다. 이렇듯 보체를 활성화하는 데에 세 경로가 각각 존재함으로서, 하나의 경로가 멈추거나 외부 침입자가 하나의 활성화 경로를 회피하더라도 보체가 제대로 기능할 수 있게 된다. 세 경로는 모두 다른 방식으로 활성화되지만, 보체계의 전반적인 역할은 병원체를 옵소닌화하고 감염과 맞서 싸울 수 있도록 염증 반응을 유도하는 것이다.

## 적응면역

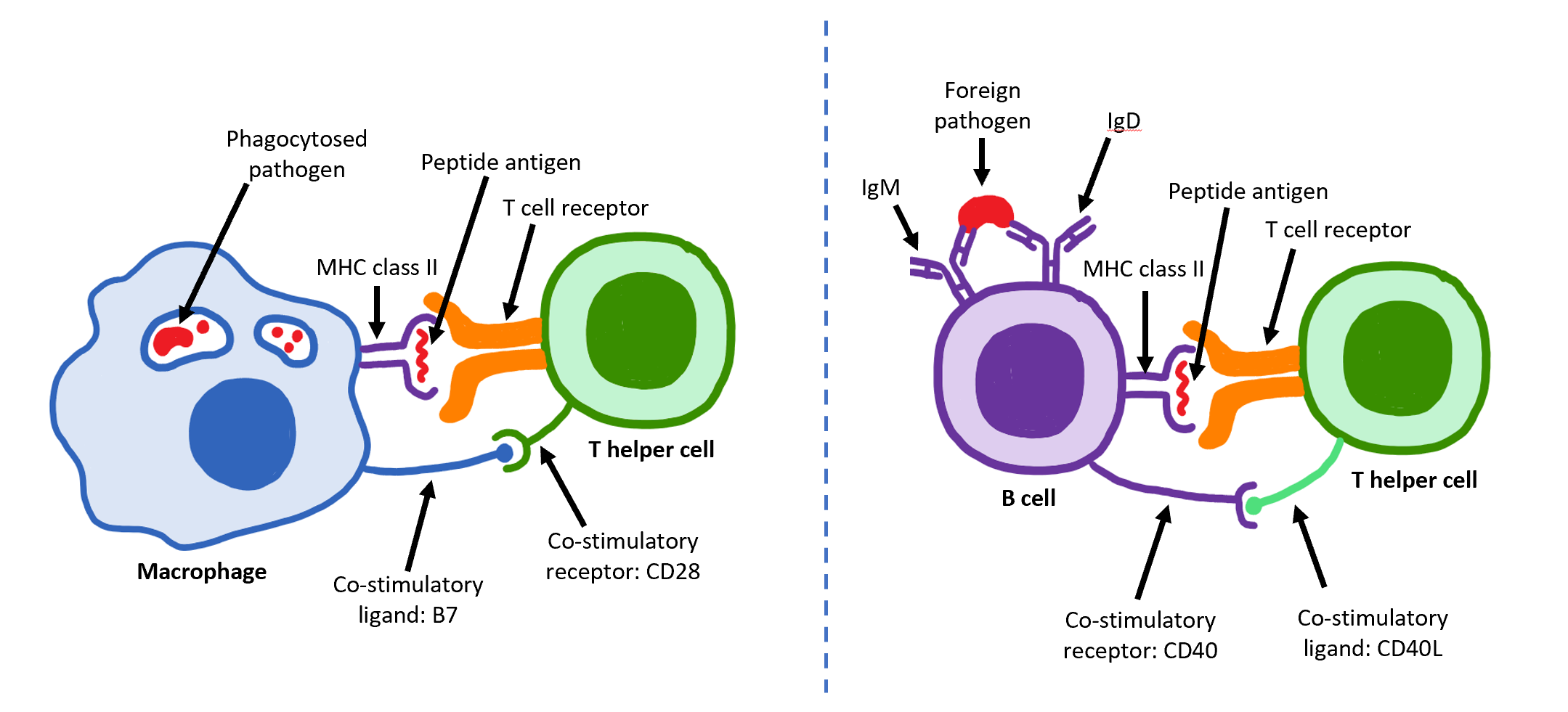
리간드/면역수용체 결합 보조 자극과 MHC-펩타이드 항원제시 과정.

적응면역은 몸의 이차 방어선이다. 적응면역계의 세포는 극히 특이적인데, 이는 B세포와 T세포의 발달 초기에 특정 항원에 대해서만 특이적으로 반응하는 항원 수용체를 발달시키기 때문이다. B세포와 T세포가 이런 까다로운 활성화 과정을 거쳐야 하는 이유는 발달이 제대로 되지 않은 B세포와 T세포는 극히 위험하며, 숙주 생명체의 정상 세포를 공격할 수 있기 때문이다. 항원제시세포(APCs)가 세포 표면에 MHC 클래스 II 분자를 통해 외부 항원을 제시하면 미성숙 보조 T세포가 활성화된다. 항원제시세포에는 수지상세포, B세포, 대식세포가 있다. 이들은 MHC 분자뿐 아니라 보조 자극 리간드도 발현하며, 보조 자극 리간드는 보조 T세포의 보조 자극 수용체에 의해 인식된다. 보조 자극 분자가 없다면 적응면역 반응이 불충분하게 일어나며 T세포는 무반응 상태에 빠진다. 여러 T세포 아집단이 특정 APC에 의해 활성화될 수 있으며, 각각의 T세포는 특정 미생물 항원을 처리하기 위해 준비되어 있다. 활성화되는 T세포와 면역 반응의 종류는 APC가 항원을 처음 마주친 상황에 부분적으로 의존한다. 보조 T세포가 일단 활성화되면 보조 T세포가 림프절에서 미성숙 B세포를 활성화할 수 있게 된다. 그러나 B세포 활성화는 두 단계에 걸쳐 일어난다. 먼저 특정 B세포에 대해 특이적으로 존재하는 IgM, IgD인 B세포 수용체(BCR)가 항원과 반드시 결합해야 한다. 항원과 BCR이 결합하면 항원이 내부에서 처리되어 B세포의 MHC 클래스 II 분자를 통해 제시된다. 이 과정이 발생하면 MHC와 결합한 항원을 확인할 수 있는 보조 T세포는 보조 자극 분자와 상호작용하여 B세포를 활성화시킨다. 결과적으로 B세포는 항체를 분비하는 형질세포로 분화한다. 항체는 침입자에 대한 옵소닌으로 작용할 수 있다.
적응면역의 특이성은 B세포와 T세포 하나하나가 모두 다르기 때문에 생긴다. 따라서 어떤 종류의 침입자가 들어와도 다양한 세포가 침입자를 인식하고 공격할 준비가 되어 있다. 그러나 세포가 매우 특이적이며 실제 작용하기 전에 활성화되어야 한다는 점으로 인해 선천면역보다 적응면역은 훨씬 속도가 느리다. 적응면역은 면역학적 기억이라는 특징도 가지고 있다. 항원을 마주친 후 적응면역은 기억 T세포와 기억 B세포를 생산한다. 기억 세포는 같은 항원이 다시 생명체 내로 들어왔을 때 더 빠르고 강력한 면역 반응을 일으킬 수 있게 한다.